# ミクロメーター
ミクロメーターとは顕微鏡での観察時に対象物の大きさを計測するために用いられる器具。接眼レンズに装着して用いる接眼ミクロメーター（ocular micrometer）と、プレパラートと同様に観測する対物ミクロメーター（stage micrometer）を一組として使用する。
欧米では、測定工具のマイクロメータと同じラテン文字で表記し、日本語でも「マイクロメータ」「マイクロメーター」とも表記することがある。